# درايد (الدرايد)
درايد ( Drayd بالفرنسية ) هو دُوَّار يقع بجماعة سيدي بيبي، إقليم شتوكة آيت باها، جهة سوس ماسة في المملكة المغربية. ينتمي الدوّار لمشيخة الدرايد التي تضم 9 دواوير. يقدر عدد سكانه بـ 1938 نسمة حسب الإحصاء الرسمي للسكان والسكنى لسنة 2004.
حسب بعض الروايات المحلية ترجع تسمية درايد على الأرجح إلى الإسم المشرقي دريد، نسبة إلى أحد علماء الدين المشارقة اللذين قطنوا في المنطقة، و هناك حاليا قبر على شكل مزار (أو شيخ كما يطلق عليه محليا) معروف بسيدي درايد و يتواجد في الجهة الغربية من الدوار.
يوجد دوار درايد في سهل سوس ماسة، على بعد ما يقارب 30 كلم من مركز مدينة أݣادير شمالا، و 64 كلم من مدينة تيزنيت جنوبا. كما يوجد لدى درايد بوابتان رئيسيتان على الطريق الوطنية رقم 1.
سكان دوار درايد معروفون بإسم آيت درايد. تاريخيا تعرف المنطقة بنشاط الفلاحة المعيشية و التجارة و بعض الحرف. مع بداية سنوات 2011 إلى حدود 2020، عرف الدوار نموا متسارعا باستقطابه ساكنة جديدة قادمة معظمها من دواوير آيت رخا بالأطلس الصغير، حيث ينشط معظم الوافدين الجدد كيد عاملة في الفلاحة المسقية والبيوت المغطات.
على المستوى العلمي، يحتوي درايد على مدرسة عتيقة لتعليم القرآن الكريم و العلوم الدينية، كما يضم كذلك مدرسة ابتدائية و مدرسة ثانوية.

## روابط خارجية
- البوابة الوطنية للجماعات الترابية نسخة محفوظة 12 مارس 2018 على موقع واي باك مشين.
- المندوبية السامية للتخطيط